# Si Ronda
 (février 2023).
La mise en forme du texte ne suit pas les recommandations de Wikipédia : il faut le « wikifier ».
Les points d'amélioration suivants sont les cas les plus fréquents. Le détail des points à revoir est peut-être précisé sur la page de discussion.
- Les titres sont pré-formatés par le logiciel. Ils ne sont ni en capitales, ni en gras.
- Le texte ne doit pas être écrit en capitales (les noms de famille non plus), ni en gras, ni en italique, ni en « petit »…
- Le gras n'est utilisé que pour surligner le titre de l'article dans l'introduction, une seule fois.
- L'italique est rarement utilisé : mots en langue étrangère, titres d'œuvres, noms de bateaux, etc.
- Les citations ne sont pas en italique mais en corps de texte normal. Elles sont entourées par des guillemets français : « et ».
- Les listes à puces sont à éviter, des paragraphes rédigés étant largement préférés. Les tableaux sont à réserver à la présentation de données structurées (résultats, etc.).
- Les appels de note de bas de page (petits chiffres en exposant, introduits par l'outil «  Source ») sont à placer entre la fin de phrase et le point final[comme ça].
- Les liens internes (vers d'autres articles de Wikipédia) sont à choisir avec parcimonie. Créez des liens vers des articles approfondissant le sujet. Les termes génériques sans rapport avec le sujet sont à éviter, ainsi que les répétitions de liens vers un même terme.
- Les liens externes sont à placer uniquement dans une section « Liens externes », à la fin de l'article. Ces liens sont à choisir avec parcimonie suivant les règles définies. Si un lien sert de source à l'article, son insertion dans le texte est à faire par les notes de bas de page.
- La présentation des références doit suivre les conventions bibliographiques. Il est recommandé d'utiliser les modèles {{Ouvrage}}, {{Chapitre}}, {{Article}}, {{Lien web}} et/ou {{Bibliographie}}. Le mode d'édition visuel peut mettre en forme automatiquement les références.
- Insérer une infobox (cadre d'informations à droite) n'est pas obligatoire pour parachever la mise en page.

Pour une aide détaillée, merci de consulter Aide:Wikification.
Si vous pensez que ces points ont été résolus, vous pouvez retirer ce bandeau et améliorer la mise en forme d'un autre article.
Si Ronda est un film muet de 1930 des Indes néerlandaises réalisé par Lie Tek Swie et interprété par Bachtiar Effendi. Basé sur la tradition orale Betawi contemporaine, il suit les exploits d'un bandit, habile en silat, connu sous le nom de Si Ronda. Dans les histoires locales dont le film est dérivé, Ronda est souvent représenté comme une figure de type Robin des Bois. La production, désormais considérée comme perdue, faisait partie d'une série de films d'arts martiaux sortis entre 1929 et 1931. Si Ronda a reçu peu de couverture médiatique lors de sa sortie. Une seconde adaptation du conte, Si Ronda Macan Betawi, est réalisée en 1978.

## Production
Si Ronda est adapté d'un lenong (une tradition orale Betawi similaire à une pièce de théâtre) populaire auprès des publics chinois d'Indonésie et indigènes de l'époque. Les histoires de Ronda suivent le bandit Betawi du même nom, qui est habile au silat (arts martiaux traditionnels) et réputé pour prendre aux riches afin de donner aux pauvres. Le spécialiste du cinéma indonésien Misbach Yusa Biran suggère que Ronda est sélectionné pour l'adaptation en raison de ses séquences d'action. Dans le cinéma national, ces séquences s'inspirent des œuvres américaines et sont bien accueillies par le public.
Des histoires similaires à celles de Si Ronda incluent celles de Si Jampang et Si Pitung ; ces pièces de théâtre sont centrées sur des hommes extraordinaires (appelés jago) qui sa battent pour la population ordinaire au détriment des lois. Les adaptations du genre, manifestées sous forme de films de bandits, deviennent populaires dans le cinéma national après la sortie de Si Tjonat de Batavia Motion Picture en 1929. Cette sortie est suivie par le Rampok Preanger des frères Wong (également en 1929) et une adaptation des histoires de Si Pitung en 1931. Tous les films de ce genre, qui représentent un quart de toutes les sorties nationales pour 1929-1931, ne conservent pas les qualités héroïques du personnage central : l'adaptation de Si Pitung par les Wong, par exemple, le dépeint comme un simple bandit et non comme un Robin des Bois.
Si Ronda est réalisé par Lie Tek Swie et produit par Tan Khoen Yauw de Tan's Film.  Les deux travaillent ensemble sur le très rentable Njai Dasima de la société en 1929. La cinématographie est gérée par A. Loepias. tourné en noir et blanc, ce film muet met en vedette Bachtiar Effendi, décorateur chez Tan's, lors de ses débuts à l'écran dans le rôle-titre.

## Sortie et héritage

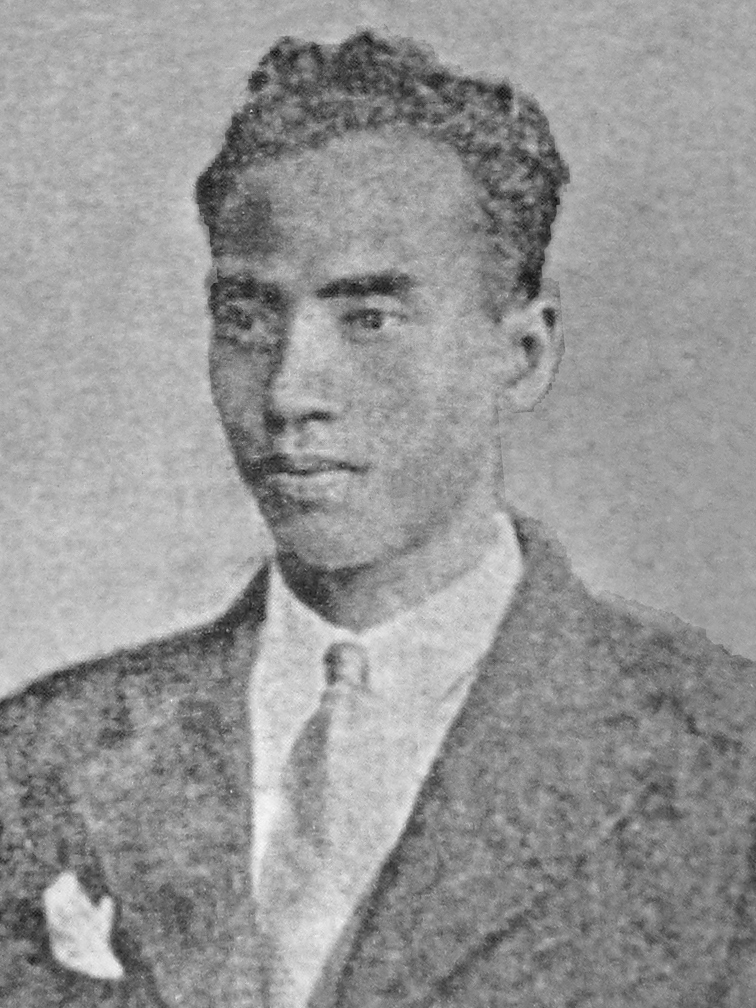
Bachtiar Effendi, rôle-titre dans Si Ronda

Si Ronda sort en 1930; Effendi déclare qu'il est diffusé avant que Nancy Bikin Pembalesan (Nancy prend sa revanche) de Tan ne commence à être projeté en mai 1930. Des journaux néerlandais indiquent qu'il est projeté à Medan, dans le Sumatra du Nord, en 1932. Biran écrit que le film reçoit peu de couverture ; il note que Sinematek Indonesia ne possède pas de coupures de presse liées à Si Ronda. 
Après Si Ronda, Lie et Tan collaborent à trois autres films. Lie quitte Tan en 1932, apparemment car son approche ne correspond plus au public cible de classe inférieure  et fait dépasser le budget des œuvres. Effendi continue à travailler avec Tan's jusqu'en 1932, date à laquelle il part diriger le magazine de cinéma Doenia Film. Momo continue à agir jusqu'en 1941, d'abord avec Tan's et plus tard avec Standard Film. Le film est probablement perdu. L'anthropologue visuel américain Karl G. Heider écrit que tous les films indonésiens d'avant 1950 sont perdus. Cependant, Katalog Film Indonesia (Catalogue de films indonésiens) de JB Kristanto en enregistre plusieurs comme ayant survécu dans les archives de Sinematek Indonesia.
Un autre film basé sur les histoires de Ronda, intitulé Si Ronda Macan Betawi (Ronda the Betawi Tiger), sort en 1978. Réalisé par Fritz G. Schadt, il met en vedette Dicky Zulkarnaen dans le rôle titre et Lenny Marlina comme son amante. Dans cette adaptation, Ronda utilise ses compétences en silat pour combattre les propriétaires fonciers corrompus et les employés du gouvernement colonial.

## Ouvrages cités
- (id) Misbach Yusa Biran, Sejarah Film 1900–1950: Bikin Film di Jawa [« History of Film 1900–1950: Making Films in Java »], Jakarta, Komunitas Bamboo working with the Jakarta Art Council, 2009 (ISBN 978-979-3731-58-2)
- Frances Gouda, Gender, Sexuality and Colonial Modernities, London, Routledge, 1999, 163–76 p. (ISBN 978-0-203-98449-9), « Gender and 'Hyper-masculinity' as Post-colonial Modernity during Indonesia's Struggle for Independence, 1945 to 1949 »
- Karl G. Heider, Indonesian Cinema: National Culture on Screen, Honolulu, University of Hawaii Press, 1991 (ISBN 978-0-8248-1367-3, lire en ligne )
- (id) « Kredit Si Ronda » [« Credits for Si Ronda »] [archive du 15 décembre 2013], sur filmindonesia.or.id, Jakarta, Konfiden Foundation (consulté le 28 avril 2013)
- (nl) « Kunst en Vermakelijkheden » [« Art and Entertainment »], De Sumatra Post, Medan, J. Hallermann,‎ 7 janvier 1932, p. 5 (lire en ligne, consulté le 28 avril 2013)
- (id) « Momo » [archive du 6 mars 2016], sur filmindonesia.or.id, Jakarta, Konfiden Foundation (consulté le 28 avril 2013)
- (id) « Ronda, Si », dans Encyclopedia of Jakarta [[[Modèle:SfnRef|détail de l’édition]]] (lire en ligne [archive du 7 janvier 2013]) (archive du 7 January 2013) (consulté le 28 avril 2013){{Article encyclopédique}} : l'usage du paramètre |périodique = Jakarta City Government laisse présager

- (id) Salim Said, Profil Dunia Film Indonesia [« Profile of Indonesian Cinema »], Jakarta, Grafiti Pers, 1982 (OCLC 9507803)
- Krishna Sen, Indonesian Cinema: Framing the New Order, London, Zed Books, 1995 (ISBN 978-1-85649-123-5)
- (id) « Si Ronda » [archive du 2 décembre 2013], sur filmindonesia.or.id, Jakarta, Konfiden Foundation (consulté le 22 juillet 2012)
- (id) « Si Ronda Macan Betawi » [archive du 15 décembre 2013], sur filmindonesia.or.id, Jakarta, Konfiden Foundation (consulté le 28 avril 2013)
- Margreet van Till, « In Search of Si Pitung: The History of an Indonesian Legend », Bijdragen tot de Taal-, Land- en Volkenkunde, vol. 152, no 3,‎ 1996, p. 461–482 (ISSN 0006-2294, OCLC 770588866, DOI 10.1163/22134379-90003007 , JSTOR 27864777)